# Fusion-io
Fusion-io fut une entreprise spécialisée dans le stockage de données via Solid-state drive. Son siège social était situé dans le Comté de Salt Lake en Utah aux États-Unis.
Fondée en 2006, Fusion-io a levé des fonds en 2008, 2009, 2010, 2011.
En février 2009, Steve Wozniak, cofondateur d'Apple rejoint la société et en devient le chief scientist. L'acquisition de Fusion-io par SanDisk fut réalisée en juillet 2014.

## Histoire
En 2014, Fusion-io, va se faire racheter par le groupe américain SanDisk, basé à Milpitas, en Californie et le titre sera retiré de la cotation NYSE.